# Mariah Carey
Mariah Carey (n. Huntington, Nova York, 27 de març de 1969) és una cantant de pop i R&B, compositora, productora musical i actriu estatunidenca d'ascendència irlandesa i afroveneçolana. Va fer el seu debut discogràfic l'any 1990, sota la direcció de l'executiu de Columbia Records, Tommy Mottola.
El 1994 va publicar Merry Christmas, el «disc de Nadal més venut de la història».
Al llarg de la dècada dels 90, els seus àlbums es van vendre en grans quantitats, i esdevingué l'«artista amb més vendes de la dècada». També guardonada com l'«artista femenina del mil·lenni» per Billboard. i pels World Music Awards.
L'any 2000 deixa Columbia Records, de Sony Music i signa un contracte per més 80 milions de dòlars amb la companyia Virgin, considerat el més gran contracte de la història per a una artista femenina fins a aquell any. El fracàs comercial del primer àlbum que va editar amb aquesta discogràfica va obligar els executius a rescindir el contracte. L'any 2002, Carey va signar amb Island Records i després d'un període relativament infructuós, va tornar a l'avantguarda de la música al 2005 amb un dels àlbums més reeixits de la seva carrera, The Emancipation Of Mimi.
Declarada l'any 2008 per Billboard una de «les millors artistes femenines de tots els temps», és a més la solista amb més senzills que ha assolit el número 1 als Estats Units amb un total de 18, superant Elvis Presley.
Els seus singles «One Sweet Day» (1995) i «We Belong Together» (2005) són les cançons que més temps han estat en el número 1 dels Estats Units, amb un total de 16 i 14 setmanes, respectivament.
A més «We Belong Together» es va convertir en la «cançó més radiada de la història», i va ser premiada l'any 2009 com la «cançó de la dècada» per Billboard.
És, també, l'artista amb major quantitat de senzills a debutar directament en el número u als Estats Units, amb un total de tres singles: «Fantasy», «One Sweet Day» i «Honey».
Dins dels Estats Units, fins al 2009 Carey ha venut almenys 63 milions de còpies, cosa que la converteix en la cantant femenina amb més vendes només després de Barbra Streisand (71 milions) i Madonna (64 milions). Segons l'IFPI, per a 2007 Carey ha venut més de 240 milions de còpies mundialment, el que la col·loca dins dels deu artistes més venuts de tots els temps.
També ha estat guardonada amb el Diamond Award dels World Music Awards per haver-se convertit en l'"artista femenina amb majors vendes en la història».
A més dels seus assoliments comercials ha guanyat 5 premis Grammy, i és reconeguda pel seu extens rang vocal, la seva potència i el seu poder d'ús del registre de xiulet.

## Biografia

### Infantesa i joventut
Mariah Carey va néixer el 27 de març de 1970, a la ciutat de Huntington, ubicada a l'illa de Long Island, que al seu torn és part de l'estat de Nova York. És la tercera filla de Patrícia (anomenada Hickey de soltera), una excantant d'òpera i professora de cant d'ascendència irlandesa; i d'Alfred Roy Carey, un enginyer aeronàutic americà d'origen negre i veneçolà. Els seus pares es van divorciar quan ella tenia tres anys. La família va haver de suportar molts atacs racistes dels veïns mentre vivien a Huntington; Carey va assegurar que van enverinar-li el gos i van incendiar l'auto de la família. Després del divorci de sos pares, Carey va tenir poc de contacte amb el seu pare i la seva mare va treballar en diversos llocs per recolzar econòmicament la família. Carey va passar la major part del temps sola a casa i es va dedicar a la música per recolzar-se a si mateixa. Va començar a cantar a l'edat de tres anys quan sa mare va començar a inculcar-li el gust per la música; més endavant Carey va començar a imitar sa mare mentre aquesta assajava l'òpera Rigoletto de Giuseppe Verdi en italià.
Carey es va graduar en l'escola secundària Harborfields High, ubicada a Greenlawn, Nova York. Sovint s'absentava de l'escola a causa del seu treball com a cantant en estudis locals d'enregistrament; en conseqüència, els seus companys la van anomenar «Mirage». El seu treball en l'escena musical de Long Island li va donar l'oportunitat de treballar amb músics com Gavin Christopher i Ben Margulies. Aquest últim la va ajudar a compondre música per a la seva maqueta discogràfica. Després de mudar-se a la ciutat de Nova York, Carey va treballar en diversos llocs per pagar el lloguer, i va completar cinc-centes hores d'estudi en una escola de bellesa. Més endavant, va treballar com a cantant de suport vocal de la cantant porto-riquenya Brenda K. Starr.
El 1988 Carey va acompanyar Starr a una festa on es trobava Tommy Mottola, el president de la companyia discogràfica Columbia Records; Starr va lliurar la maqueta musical de Carey a Mottola, qui la va escoltar en sortir de la festa i va quedar tant impressionat que tot seguit va tornar-hi per trobar-se amb Carey, però aquesta ja havia marxat. En sels dies sgüents Mottola va contactar amb ella i li va oferir un contracte d'enregistrament amb la seva companyia. Anys després la revista Vibe va comparar la història de Carey amb el conte de la Ventafocs.

## Carrera musical

### 1990-1992: primers èxits comercials
A mitjans de l'any 1990, Carey publica el seu àlbum de debut, titulat Mariah Carey, per al qual escriu la gran majoria de cançons que el componen. Durant l'enregistrament, expressa la seva insatisfacció amb les col·laboracions dels productors Ric Wake i Rhett Lawrence, que havien designat els executius de Columbia Records per fer l'àlbum més viable comercialment. Amb un alt pressupost de promoció, l'àlbum arriba al primer lloc de la llista nord-americana Billboard 200, on roman durant diverses setmanes. La Recording Industry Association of America va certificar amb nou discs de multiplatí Mariah Carey, que denota vendes aproximades als nou milions d'unitats venudes només als Estats Units; internacionalment ha venut més de tretze milions.
L'any 1991 guanya dos Premis grammy, en les categories de «Millor artista nova» i « millor interpretació vocal pop femenina» (pel senzill «Vision Of Love").

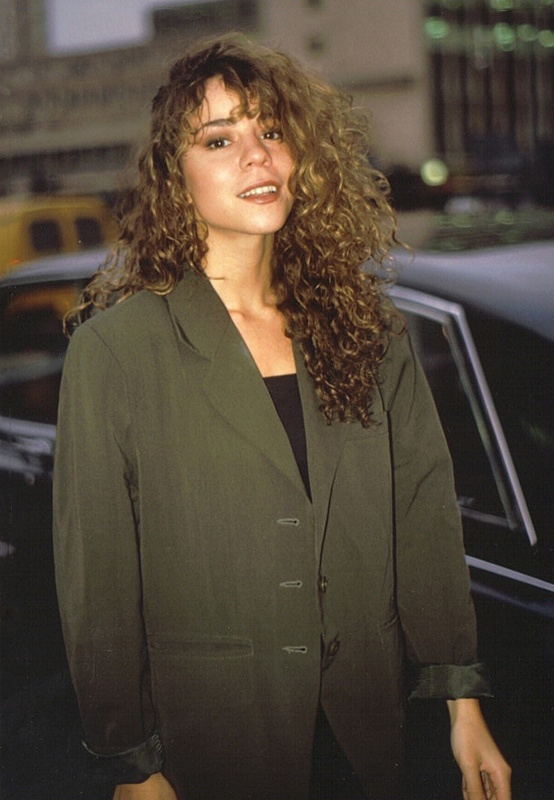
Mariah Carey en una imatge després d'interpretar «Vision of Love» al Bush Theatre de Londres el 1990

A la fi de l'any 1991, Carey llança Emotions, el seu segon àlbum d'estudi, amb un so més proper als gèneres musicals motown i soul. En aquest àlbum treballa amb els productors Walter Afanasieff i Civillés & Cole (del grup musical C&C Music Factory). El primer senzill anomenat «Emotions» igual que l'àlbum, produït per ella mateixa, arriba al número u de la llista Billboard Hot 100, i és el cinquè senzill de la cantant que aconsegueix aquest posicionament en l'esmentada llista. Malgrat l'èxit del primer senzill, l'àlbum no assoleix el primer lloc a la cartellera dels discos més venuts. Les crítiques van ser-ne diverses: la revista Rolling Stone va descriure Emotions com «més del mateix, sense material interessant.» No obstant això, en els premis Grammy de 1992 va ser nomenada com a «millor interpretació vocal femenina de pop».
Si bé durant aquest període Carey cantava en viu de manera ocasional, la por escènica li impedeix de realitzar una gira de concerts, per això molts mitjans de comunicació especulen que les altes notes vocals demostrades per la cantant als seus àlbums no eren més que instruments sintetitzats en un estudi. L'any 1992, la cantant realitza el seu primer concert acústic en viu en el programa especial Mtv Unplugged, on demostra que les seves capacitats vocals eren reals. Allà interpreta diverses cançons pertanyents als seus dos primers discos, i a més afegeix una versió de la cançó «I'll Be There» de The Jackson 5, interpretada a duo amb el seu cantant de suport vocal Trey Lorenz. A causa dels alts nivells d'audiència registrats, el concert va ser publicat com a àlbum el juny de 1992. El primer senzill fou «I'll Be There": arriba a ser una de les cançons més populars de l'any. Arribà al número u en la llista de popularitat nord-americana Billboard Hot 100, esdevingué el sisè senzill de Carey que aconseguia aquesta gesta i el primer de Lorenz. També va obtenir la primera posició en les llistes de popularitat d'Europa. Els comentaris sobre l'àlbum en viu de Carey van ser fins i tot més positius que els dels seus dos àlbums anteriors; la revista Entertainment Weekly comenta que és «l'enregistrament més fort i genuïnament musical que mai no ha fet, aquesta interpretació en viu l'ajudarà a fer els primers passos per a créixer?».

### 1993-1996: popularitat internacional establerta
El gener de 1993, Mariah Carey es va casar amb el president de la companyia Columbia Records Tommy Mottola.
L'agost del mateix any, va sortir en venda Music Box, el tercer àlbum d'estudi de la cantant, que va rebre comentaris variats: la revista Billboard el va descriure com un «cor perforat», agregant que era la més elemental de les publicacions de Carey i que «la seva veu eurítmica es troba en una sincronització natural amb les cançons"; mentre que la revista Rolling Stone va comentar que «la veu de Carey podria moure un camió», i va comparar moltes de les cançons amb els anteriors èxits de Whitney Houston, encara que també va assenyalar que la majoria de les lletres no eren més que «clixés del soul"; d'altra banda la revista Time va ser menys optimista: comentà que Music Box semblava superficial i gairebé sense passió... «Carey podria ser una gran cantant de pop-soul, tanmateix una vegada més ha resultat mediocre com Salieri"; Carey va respondre a aquest comentari assenyalant:
| «              | "Sempre que tens un gran èxit, a molta gent no li agrada, i no hi ha res que jo hi pugui fer; l'únic que puc fer és música". | » |
| — Mariah Carey | |   |

Comercialment Music Box va ser molt més reeixit que els seus antecessors. Els dos primers senzills «Dreamlover» i «Hero» van arribar al número u de la llista de popularitat nord-americana Billboard Hot 100 i van ser certificats de platí per la Riaa, mentre que van tenir èxit moderat en la resta dels països del món. El tercer senzill, «Without You» va tenir un enorme èxit a Europa, arribà al primer lloc de les llistes de popularitat de la majoria d'estats del continent.
Fins al moment Music Box continua sent l'àlbum més venut de Mariah Carey al món; fins a la data s'estima que s'han venut aproximadament trenta milions d'unitats.
A la fi de l'any 1993, Carey va realitzar la seva primera gira de concerts als Estats Units amb l'objectiu de promoure l'àlbum; la crítica no va ser-hi benèvola, però les entrades als concerts es van esgotar ràpidament.
A l'últim trimestre de 1994, Mariah Carey va gravar amb Luther Vandross una versió de la cançó «Endless Love» de Lionel Richie amb Diana Ross; obtingué un èxit notable al món.
A la fi de l'any de 1994, Carey va publicar Merry Christmas, un àlbum nadalenc compost per himnes clàssics i material nou. L'àlbum va rebre crítiques variades: la guia musical All Music va comentar que la versió d'O Holy Night pretén sonar com una cançó d'alta òpera i que la versió ballable de l'himne Joy To The World sona horrible. Comercialment Merry Christmas va ser molt reeixit, fins al moment és l'àlbum nadalenc més venut de la història i el més reeixit al Japó; d'altra banda, el senzill All I Want For Christmas Is You ha tingut un enorme èxit mundial, ha aconseguit reingressar en les llistes de popularitat mundials cada cap d'any, i fins al moment és el senzill de Carey més venut globalment i la cançó nadalenca més popular dels últims 20 anys.
El 1995, Carey edita Daydream, el seu quart àlbum d'estudi: aconseguí un èxit tant a USA com a tot el món. El primer senzill, Fantasy, va debutar directament en el número u de l'Hot 100, i és la primera artista femenina a aconseguir aquesta gesta i la segona en general, després que You're not Alone de Michael Jackson ho aconseguís mesos abans. El senzill refeia una cançó dels 80, Genius of Love, i Carey va preparar un remix al costat del raper Old Dirty Bastard, amb el qual va sorprendre molta gent, ja que Carey estava fermament establerta com a reina de les balades. Va ser la primera vegada que una artista establerta en el pop-r&b combinava comercialment el seu estil amb el rap, la qual cosa marcaria una tendència que en avui en dia s'ha convertit en una norma de qualsevol estrella pop: des de Britney Spears fins a Madonna, totes s'han vist influïdes pel treball de Carey. «Fantasy» es va mantenir 8 setmanes a l'Hot 100 i va ser vendre 2 milions de còpies a USA. El segon single seria encara més reeixit, «One Sweet Day», una col·laboració amb el grup Boyz 2 Men; també debutaria en el número u en la cartellera de singles i Carey seria la primera artista a aconseguir tal gesta i es mantindria per la increïble xifra de 16 setmanes en aquesta posició: fou el single amb més setmanes en el número 1, rècord que continua vigent. Igual com el single anterior, va ser certificat doble platí. El tercer single, «Always be my Baby», continuaria l'èxit dels anteriors, encara que en menor mesura: debutà en el lloc 2 en l'Hot100 i assolí el número 1 per dues setmanes; s'ha mantingut com un dels singles més populars de Carey, va ser certificat platí per vendes de més d'un milió de còpies a USA. Aquest single va marcar la seva primera col·laboració amb el relativament desconegut Jermaine Dupri, que ha treballat seguidament amb Carey des de llavors. Va ser l'últim single editat a USA, encara que un quart, «Forever», es va llançar amb èxit en alguns estats d'Europa. També va figurar a la cartellera pop, però en no estar en venda com a senzill no va poder ingressar al Hot 100. Els crítics van reconèixer de manera unànime l'evolució de Carey com a compositora i en els Grammy va assolir 6 nominacions, incloent l'Enregistrament de l'any (per One Sweet Day), Millor àlbum pop, Àlbum de l'any, i Millor interpretació vocal per Fantasy. Malgrat ser la gran favorita en alguns premis, Carey no va obtenir ni un sol guardó. Els Grammy van donar-hi una excusa galdosa: que volien restar-li la predictibilitat als Grammy, referint-se al gran favoritisme de Carey que anava acompanyat d'una immensa popularitat i d'un èxit inèdit per a una cantant femenina. La desfeta dels Grammy no va desanimar Carey, que se'n va anar al Japó, on va oferir 4 concerts al Tokyo Dome amb capacitat per a 50.000 persones, on va esgotar les entrades en poques hores. Setmanes després aconseguiria amb «One Sweet Day» el rècord de més setmanes consecutives i acumulades en el núm 1. Carey també realitzaria concerts a Europa (la seva primera gira al vell continent): esgotà les entrades en totes les actuacions.

### 1997-2000: independència i nova imatge

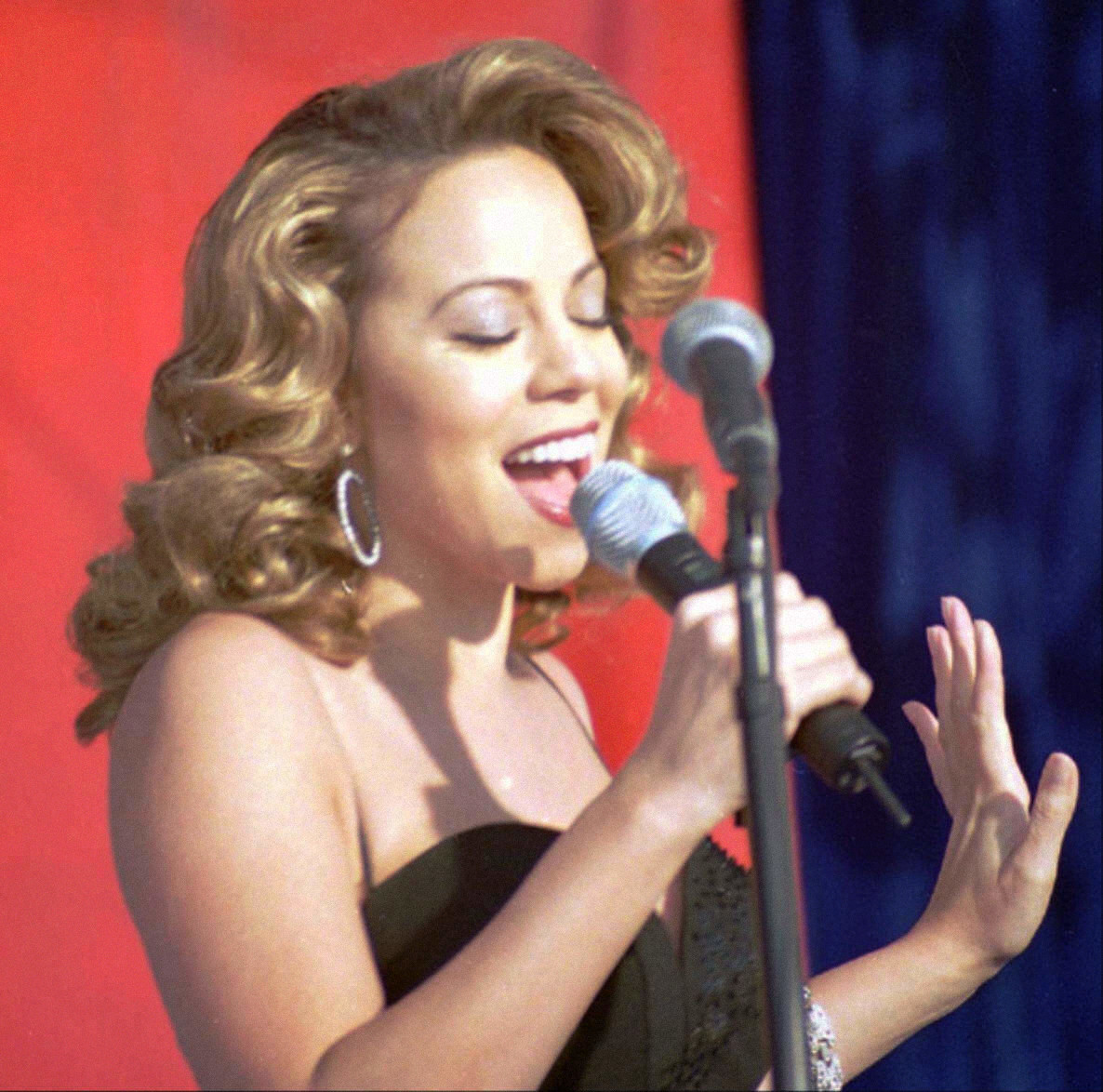
Carey en una actuació davant les forces aèries nord-americanes, al 1998

El 1997, Carey anuncia la seva separació de Tommy Mottola, encara que el divorci els és atorgat a l'any següent. Després de la ruptura del matrimoni, la cantant contracta un nou publicista i representant. Durant aquest període també compon i produeix cançons per a les bandes Allure i 7 mile, amb el seu segell discogràfic Crave Records.
Al setembre de 1997 llança a la venda Butterfly, el seu cinquè àlbum d'estudi. Conté gèneres musicals com hip-hop i pop. La cantant assenyala que el fet d'incloure en el seu treball discogràfic gèneres més urbans era una cosa que sempre havia volgut fer, però aclareix que no vol convertir-se en rapera. Butterfly assoleix els primers llocs de les llistes de popularitat dels Estats Units, Japó, Països Baixos, Itàlia, Espanya, Regne Unit, Bèlgica i Suïssa.
El primer senzill per a la promoció de l'àlbum va ser «Honey», escrit per Carey, Puff Daddy, Stevie J, Q-tip, Bobby Robinson, Stephen Hague, Ronald Larkins, Malcolm McLaren i Larry Price. Aquest es converteix en el seu 12è tema musical en arribar al número u en la llista Billboard Hot 100. Els següents senzills de l'àlbum (Butterfly, Breakdown i The Roof) no van ser llançats oficialment als Estats Units. Per això, malgrat que van tenir una bona acceptació del públic, no aconsegueixen entrar en la llista Billboard Hot 100 encara que assoleixen el Top 15 en la llista de cançons més radiades, Hot 100 Airplay. El cinquè i últim senzill de Butterfly va ser My All, que arriba a ser una de les cançons més populars de 1998. Entra al Top 10 del Regne Unit, Brasil, França i Suïssa, a més d'arribar al Top 20 en molts altres estats. Als Estats Units esdevé el seu tretzè número u en les llistes d'èxits i la RIAA el certifica com a disc de platí.
El 1998, Carey contribueix a la banda sonora de la pel·lícula animada El príncep d'Egipte, cantant al costat de Whitney Houston la cançó When You Believe. El tema musical aconsegueix guanyar el Premi Oscar a la millor cançó original. El novembre d'aquell any publica el seu primer àlbum recopilatori, #1's; tot un èxit en vendes. Arriba al quart lloc de la llista Billboard 200, mentre que al Japó aconsegueix vendre més de tres milions de còpies: és l'àlbum d'una artista de llengua no asiàtica més venut en aquest estat. Aquell mateix any, la cantant participa en un dels programes especials de major prestigi, Vh1 Dives.
L'octubre de 1999 publica el seu nou àlbum, Rainbow, que arriba al 2n lloc de les llistes nord-americanes. Heartbreaker, el primer single al costat del raper Jay Z aconsegueix convertir-se en el seu catorzè número 1 als EUA durant 2 setmanes. L'artista bat el rècord dels The Beatles en ser un total de 60 setmanes el núm. 1 de la llista de singles (59 dels Beatles), tot i que queda encara darrere d'Elvis; la cançó no va ser gaire radiada, però sí que aconseguí les més altes vendes d'aquell any. Oficialment és la primera col·laboració de R&B i hip-hop a assolir el primer lloc de les llistes nord-americanes. Encara que la seva col·laboració amb Odb a Fantasy va marcar una fita històrica, va ser un remix, a diferència d'"Heartbreaker», la lletra del qual i música original incloïa la participació de Jay Z.
El febrer de 2000, l'artista aconsegueix el seu quinzè número u, amb «Thank God I Found You», a duo amb Joe i 98 Degrees. Es converteix així en l'única artista a tenir almenys un número u cada any de la dècada dels 90.
L'octubre de 2000 aconsegueix el seu segon número u al Regne Unit gràcies a la versió d'Against All Odds de Phil Collins, a duo amb el grup irlandès Westlife. I finalment aquell mateix any, després de la promoció de Rainbow, se separa de Columbia Sony Music; marca amb això un nou inici professional.

### 2001-2004: problemes personals i professionals
L'abril de 2001 Carey deixa Columbia i signa amb Virgin un contracte de 21 milions de dòlars per àlbum: és l'artista més ben pagada en la història del disc, només per darrere de Janet Jackson. El contracte en considerava 4 àlbums i l'opció a un cinquè.
El juny del 2001 publica Loverboy, el primer senzill del seu nou treball, que és també el de la seva primera pel·lícula, Glitter (estrenada el setembre d'aquell any) i aconsegueix ser número dos al Billboard. La crítica destrossa la pel·lícula, l'àlbum assoleix el número set als Estats Units, i aconsegueix la certificació de platí. El juliol de 2001 Carey és hospitalitzada a causa d'un cansament físic i psíquic extrem i posposa un mes l'aparició de l'àlbum al costat de la pel·lícula del mateix nom, que debuten l'11 de setembre del 2001 (dia dels atemptats A Nova York i destrucció de les torres bessones) al costat de la seva pel·lícula. Malgrat els seus problemes aconsegueix cantar el seu himne Hero, dins dels actes especials amb motiu de l'11 de setembre. El desembre canta davant les tropes nord-americanes a Kosovo. Aquell mateix mes Columbia publica Greatest Hits, un nou recopilatori dels seus èxits més grans que aconsegueix vendre un milió de còpies als Estats Units.
El desembre del 2001, EMI, propietària de Virgin, decideix trencar el contracte de Carey, ja que les vendes de més de 3 milions de còpies del disc Glitter no recuperen la gran inversió. El febrer del 2002 les dues parts arriben a un acord per rescindir el contracte i l'artista rep 28 milions de dòlars com a compensació. Carey va conservar el pagament de 21 milions de dòlars per l'àlbum, per la qual cosa el total d'ingressos de la seva relació amb Virgin va ascendir a 49 milions de dòlars durant els mesos de relació comercial. Però Carey no estaria gaire temps sense discogràfica, ja que pocs mesos després signaria amb Universal, que volia contractar-la des de feia temps.
El juny del 2002, l'artista funda MonarC Music, la seva pròpia companyia, sota tutela d'Island Records. Amb unes premisses molt més modestes, la cantant publica el desembre de 2002 Charmbracelet amb el nou segell, amb el qual intenta tornar a situar-se en el panorama internacional. L'àlbum assoleix el núm. 3 a USA, però desapareix ràpidament de les llistes de discos més venuts. Through The Rain, el primer single, arriba al núm. 8 al Regne Unit. Tanmateix, als Estats Units va ser un fracàs comercial per a l'artista.
Els seus dos següents singles, Boy (i Need You) i Bringin' On The Heartbreak no van aconseguir entrar en les llistes de les cançons més reeixides ni remuntar les vendes de l'àlbum, que ha venut en total 1,3 milions de còpies als EUA.
La seva conceptualitat, el seu caràcter íntim i personal, la mínima promoció i el canvi en la tècnica vocal de la cantant, són els motius que alguns consideren pels quals Charmbracelet no aconsegueix les expectatives previstes.

### 2005-2007: retorn al capdavant de l'escena musical
Dos anys més tard, després de conèixer el fracàs, amb una major distribució, una nova imatge més neta i una tornada a les seves arrels, arriba The Emancipation Of Mimi, llançat el 12 d'abril de 2005, que la va portar de nou al número u de la llista dels àlbums més venuts als Estats Units.

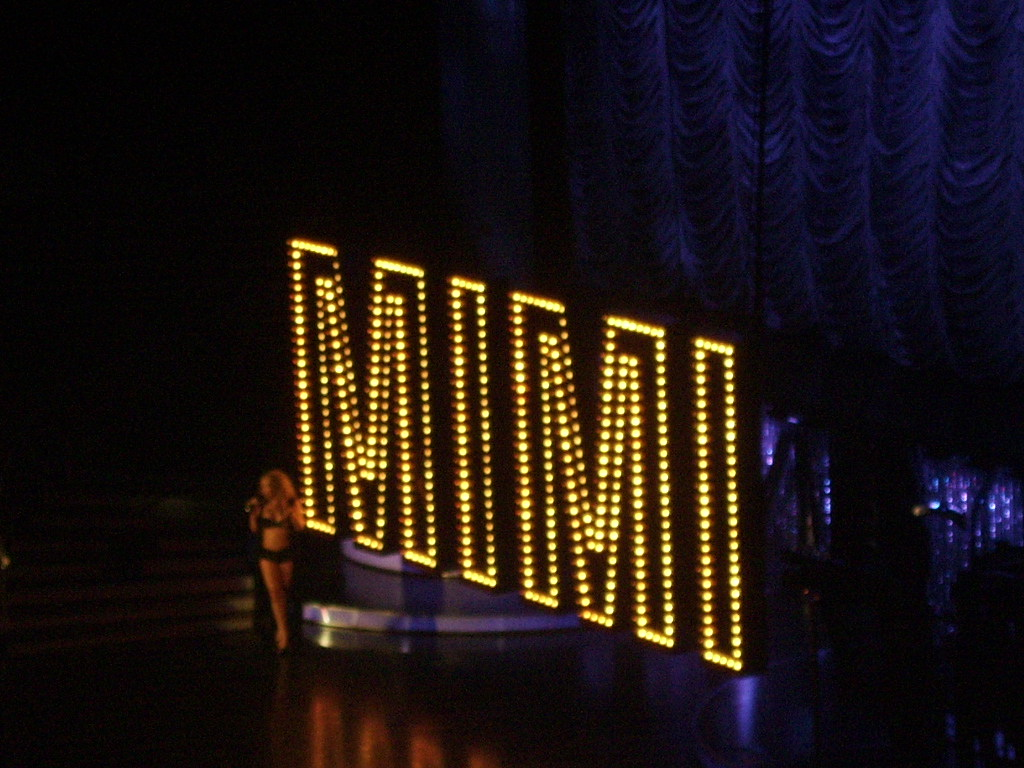
Mimi, com és coneguda l'artista en aquella època, durant el seu The Adventures Of Mimi Tour

Al gener llança It's Like That, single que la va ajudar a recuperar l'èxit, però va ser només un aperitiu del que estava per arribar.
A l'abril del 2005 aconsegueix el tan anhelat setzè número u amb el senzill «We Belong Together», després de 5 anys de no col·locar un tema al primer lloc de les llistes dels Estats Units. Aquesta cançó va ser un èxit rotund especialment a l'esmentat país, on va romandre 14 setmanes en el més alt de la llista de singles i es va convertir en la cançó més radiada de la història, per sobre d'Hollaback Girl de Gwen Stefani; també va ser número dos al Regne Unit, a més de ser número u en diversos estats més.
El juliol, llança el tercer single de la seva Emancipació: Shake It Off, que es va mantenir en el número dos als Estats Units per 6 setmanes, per darrere de We Belong Together: esdevingué l'única artista femenina que aconseguí col·locar alhora dues cançons diferents als llocs 1 i 2 respectivament.

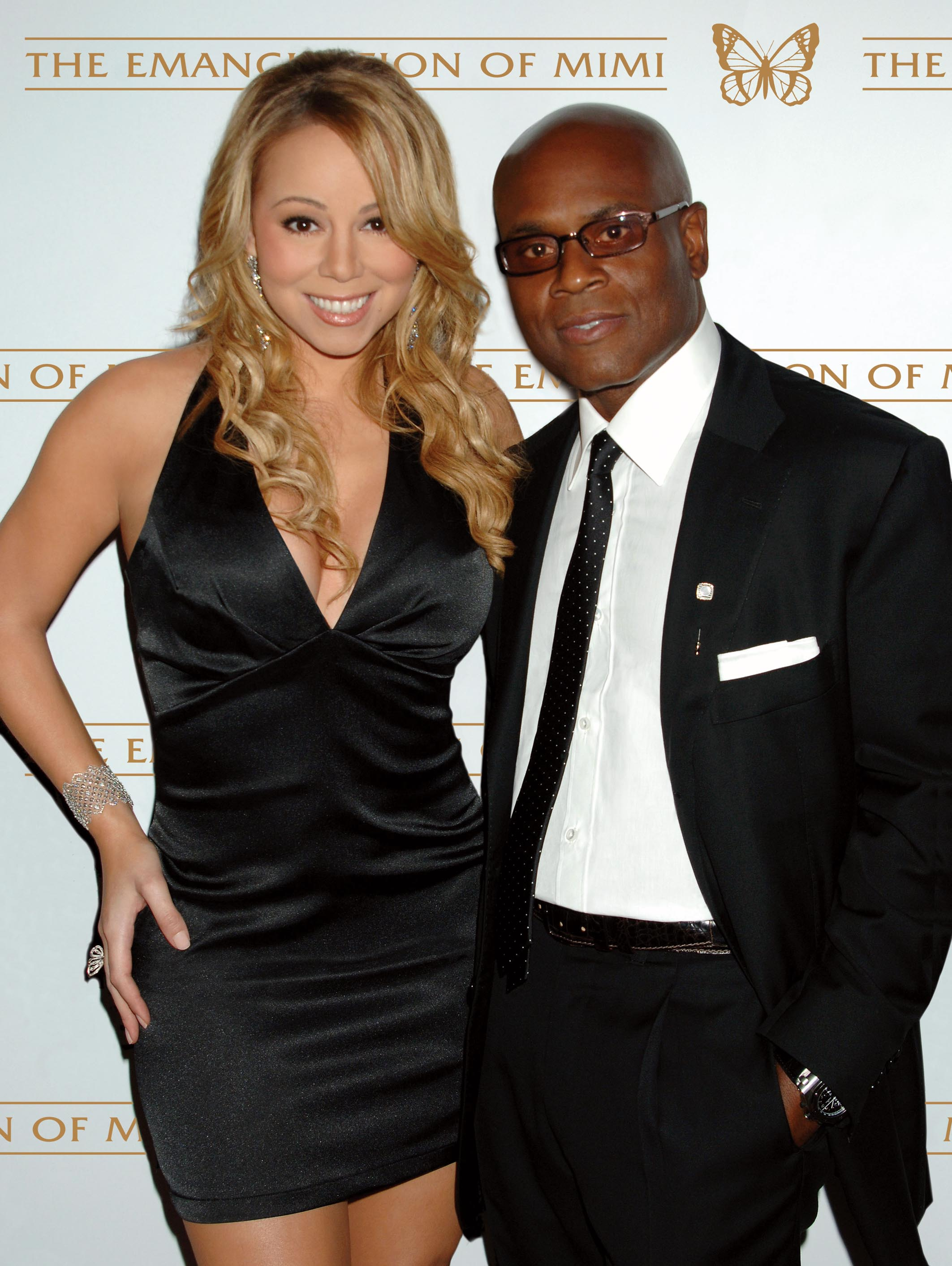
Carey al costat de L.a. Reid en un acte promocional de The Emancipation Of Mimi

L'octubre del 2005, Sony Music decideix reeditar Greatest Hits al Regne Unit, arribà al núm. 7 i vengué més de mig milió de còpies en 3 mesos (és certificat doble platí). Aquestes vendes, unides a les de The Emancipation Of Mimi, fan que l'artista sobrepassés el milió de còpies venudes, i es col·loqués en el núm. 2 en vendes al Regne Unit l'any 2005.Als Estats Units, Columbia va reeditar Merry Christmas a l'octubre, en una edició especial DualDisc (Cd+Dvd, inclòs un remix inèdit). El novembre del 2005, Island Def Jam llança la reedició de The Emancipation Of Mimi, amb quatre cançons noves i un DVD, fet que aconsegueix remuntar de nou el compacte, perquè finalment acabi 2005 amb 5 milions de discos venuts als Estats Units, i es convertí contra tot pronòstic en el disc més venut d'aquell any a la nació.
El 8 de desembre, es donen a conèixer les candidatures als Grammy 2006, en què Carey aconsegueix optar en 8 categories. El 22 de desembre, aconsegueix, amb Don't Forget About Us, el seu dissetè número u als Estats Units, i amb això empata amb Elvis Presley al segon lloc d'artistes amb més números u (per darrere de The Beatles, amb 20). El 8 de febrer de 2006 se celebra la cerimònia dels Grammy, on Carey aconsegueix tres premis, en les categories de millor vocalista femenina de R&B, millor cançó de R&B (per We Belong Together) i millor àlbum de R&B contemporani per (The Emancipation of Mimi). Al llarg de l'estiu de 2006 s'embarca en una nova gira mundial, The Adventures Of Mimi, que esdevé un dels girs més reeixits de l'any i aconsegueix excel·lents crítiques.
El 2007 Carey assoleix dues nominacions més al Grammy, per millor cançó de R&B i millor interpretació vocal femenina de R&B per Don't Forget About Us.
L'any 2007 s'ha pogut sentir Carey en col·laboracions, tant amb el solista Twista, com amb els rapers del grup Bone Thugs N Harmony en el tema «Lil' L.O.V.E», en el qual també col·laboren artistes com Jermaine Dupri i Bow Wow. A final de setembre del 2007, va llançar el seu perfum de debut, M By Mariah Carey, sota la firma Elizabeth Cremen, que ha recollit bones crítiques entre els experts i va ser nomenada a un premi Fifi. El 16 de novembre del 2007 es va publicar un nou àlbum d'Aretha Franklyn Jewels In The Crown: Duets With The Queen Of Soul i s'hi pot sentir la cançó Chain Of Fools a duo amb Mariah Carey.
El 19 de novembre del mateix any, va sortir al mercat el DVD de la gira de The Adventures of Mimi. Aquest DVD doble és el primer concert que treu des d'Around The World (1999) i a més del concert gravat a Anheim, Califòrnia, inclou un documental de la gira, un karaoke i un curt, Lovers And Haters, dirigit per Spike Lee, en el qual Mariah reflecteix les dues cares de la gent que l'admira i que l'odia. La tasca de producció del DVD ha anat a càrrec de Ken Ehrlich, sota la companyia Live Nation.

### 2008 - 2009:E=Mc²;iMemoirs Of An Imperfect Angel
Carey es va passar tot el 2007 treballant en el seu nou àlbum que prometia ser un gran èxit. Després de tanta espera per fi es publica el primer senzill al febrer del 2008, Touch My Body, que va assolir el número 1 als Estats Units a la llista Billboard Hot 100 de la setmana del 2 d'abril del 2008 amb 286.000 descàrregues digitals en la seva primera setmana de disponibilitat en aquest format. Aquesta suma supera les 277.000 descàrregues amb què la seva companyia, Rihanna, mantenia el rècord amb Umbrella.

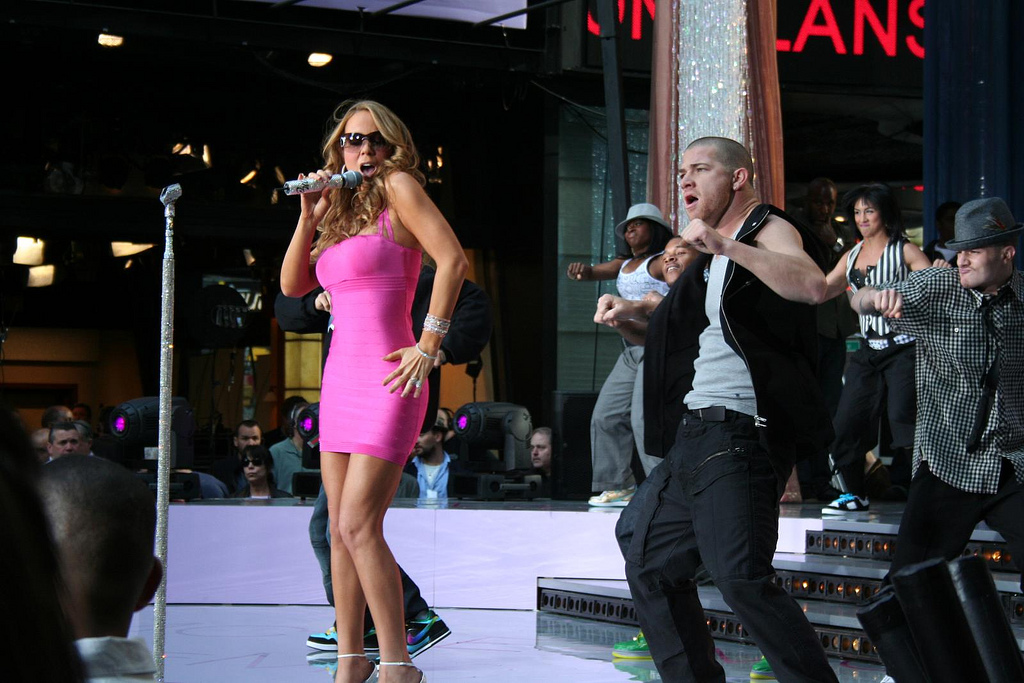
Carey interpretant el seu senzill «Touch My Body» el 2008

Touch My Body es va convertir en el divuitè número u de la cantant en l'Hot 100, convertint Carey en l'artista solista amb més senzills número u en l'esmentada llista, ja que va superar Elvis Presley, que en mantenia el rècord amb 17, i en l'única en què podria superar a The Beatles que té 20 números u.
El 15 d'abril de 2008, va sortir a la venda el seu 9è àlbum d'estudi, E=mc²; fou el núm. 1 de les llistes nord-americanes i top 10 en més de 15 estats. En la seva primera setmana al mercat, el disc va vendre 463.000 còpies només als Estats Units; fou així el debut comercial més reeixit de la seva carrera. En sols 2 setmanes ja es trobava en el 3r lloc com el disc més venut del 2008, i 1.100.000 de còpies foren venudes als Estats Units, amb un total de gairebé 2 milions a tot el món.
La pel·lícula Tennessee es va estrenar a la primavera de 2008, en la qual ja va ser premiada com a millor actriu en un festival de cinema nord-americà.

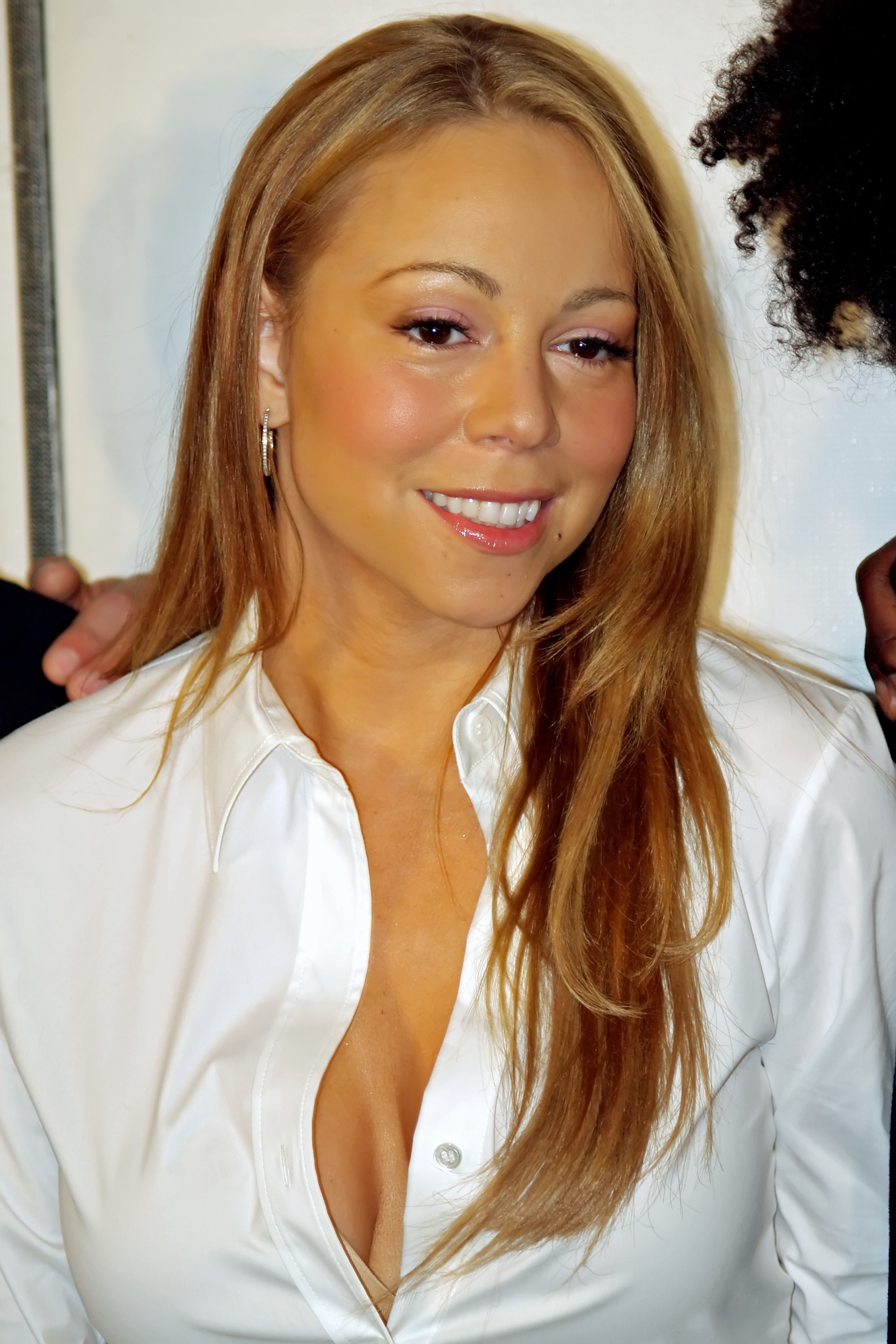
La cantant en la presentació de la seva pel·lícula Tennessee al Festival de Cinema de Tribeca de 2008

El segon senzill d'E=Mc2 va ser Bye Bye llançat el 14 d'abril; va mancar de promoció i només va arribar al núm. 19 de Billboard. L'1 de juliol I'll Be Lovin' U Long Time va ser llançat com a tercer senzill als Estats Units mentre que al Japó va ser llançat a mitjans de juny. El 28 d'octubre va ser llançat i afegit el quart single de Mariah, I Stay In Love, en ràdios nord-americanes; el vídeo va ser produït i dirigit pel seu espòs, el raper Nick Cannon, filmat a Las Vegas al club nocturn The Bank (Bellagio).
A començament de 2009 el cantautor i productor de The-dream va anunciar que ell i Mariah Carey ja havien començat a treballar en el seu pròxim àlbum d'estudi; va assenyalar que bàsicament estaven tractant de fer un «àlbum de grans èxits, sense recórrer als èxits anteriors».
Carey va escriure al seu Twitter que estava treballant a Miami amb James «Big Jim» Wright i Christopher «tricky» Stewart, amb qui ja havia acabat dues cançons. Aquell mateix mes els productors Brian Michael Cox i Jermaine Dupri van anunciar per Twitter que amb Carey havien creat una cançó anomenada 100 Percent, que a més de ser inclosa en el seu nou àlbum, també seria el tema principal de la pel·lícula Precious, en què Carey també actua. El maig de 2009, Carey va revelar a Twitter que pròximament es reuniria en l'estudi amb el productor Timbaland. D'altra banda, el diari New York Post va reportar que Carey pretenia gravar una versió de la cançó «I Want to Know What Love Is» de la banda Foreigner, per al seu nou àlbum.
El dia dimecres 20 de maig, Mariah Carey va anunciar per Twitter el títol del nou àlbum Memoirs of an Imperfect Angel, un àlbum molt personal, va expressar. El mateix dia, Antonio L.a. Reid va tocar una cançó titulada Hate U, en un esdeveniment de la companyia Island Def Jam. El dia 9 de juny Mariah Carey va anunciar per Twitter que el primer single del seu nou àlbum s'anomenaria Obsessed i que estaria disponible en les ràdios des del 16 del mateix mes.
El seu segell Island Def Jam va anunciar que el nou material de Mariah estaria a les botigues el dia 25 d'agost. A causa que l'àlbum no estava acabat, aquest va sofrir dos retards, finalment sortiria a la venda el dia 29 de setembre de 2009. Mentrestant el seu nou senzill Obsessed estava ja a la venda (de manera digital) des del 7 de juliol. El vídeo va ser dirigit per Brett Ratner, i era el setè vídeo en el qual col·labora amb Mariah. Abans havia col·laborat en I Still Believe (1998), Heartbreaker (1999), Thank God I Found You (2000), It's Like Tha» (2005), We Belong Together (2005) i «Touch My Body» (2008).

### 2010 - 2011: vint anys de carrera i primer embaràs

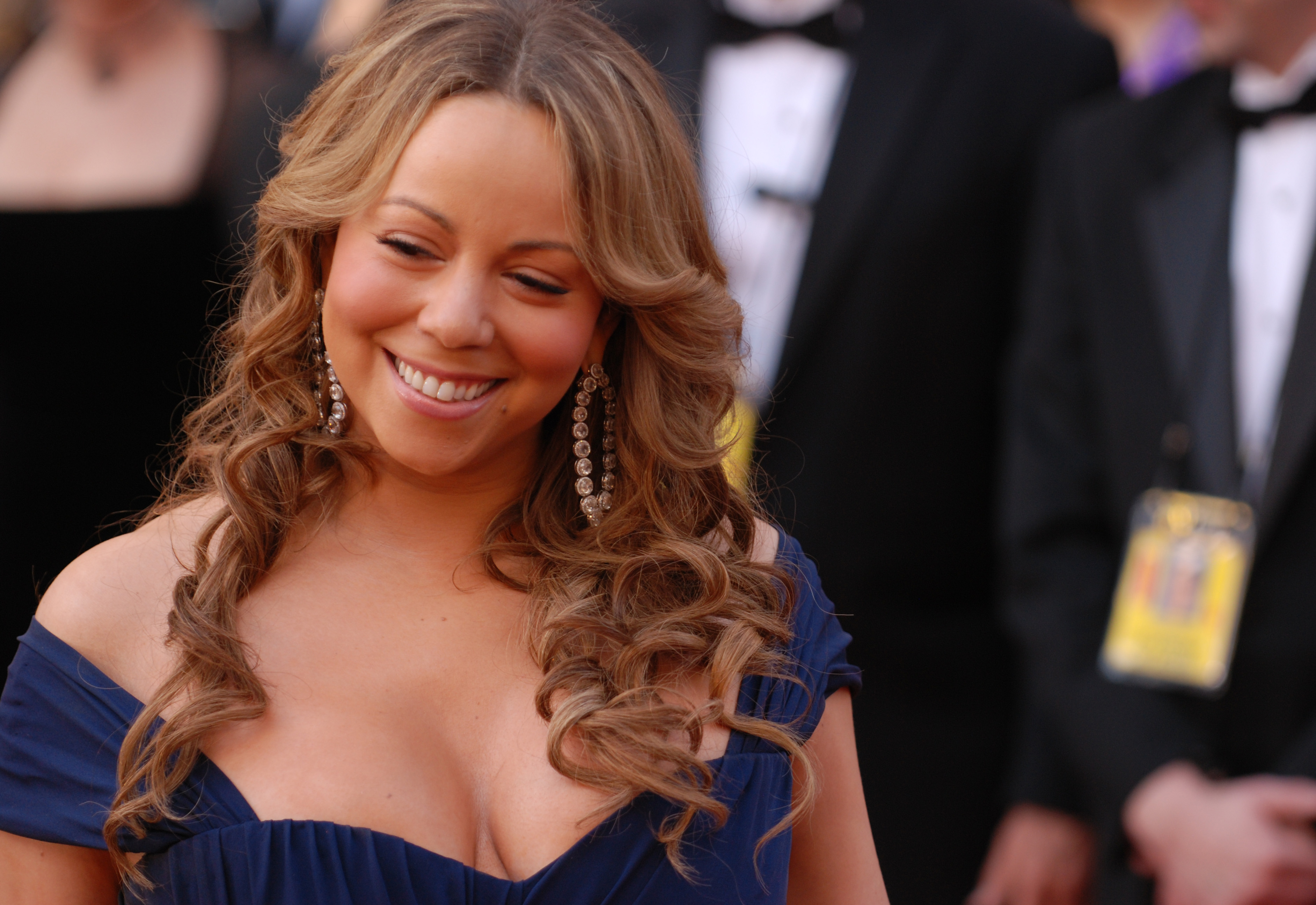
Carey al 82è lliurament dels Oscar de l'Acadèmia, el 7 de març del 2010

Durant l'inici de 2010 Mariah va acabar la seva gira Angel's Advocate, que va ser una de les més lucratives de la temporada; setmanes més tard és presentada com la veu oficial dels Jocs Olímpics d'Hivern de 2010 i treu un senzill titulat 100%; també en aquest mateix període treu dos senzills més titulats Up Out My Face i Angel's cry, els quals han tingut un moderat èxit en les llistes nord-americanes.
El 2010 Mariah feu moltes aparicions com en la cerimònia dels Òscars, i en el Palm Springs Festival, en què li va ser lliurat un premi a la millor actriu revelació per la seva pel·lícula Precious.

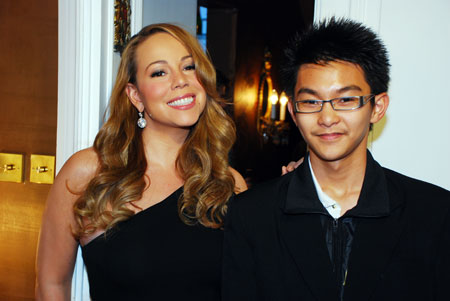
Carey i Vance Tan durant el rodatge del single de Hill Zaini «Stay In The Middle» a Notting Hill, Londres

A més llançà la seva nova col·lecció de perfums anomenada Lollipop Bling, en què es troben Honey, Ribbon i Mine Again, amb èxit en vendes.
Mariah, amb el seu setzè número u anomenat We belong together, continua apareixent a la llista de cançons amb més audiència, 212.100.000: el 9 de juliol 2005 fou la setmana en què va estar al màxim.
Mariah aconsegueix el seu setzè número u amb We belong together.
També es va unir a la llista d'estrelles que van brindar les seves veus per recaptar fons per a les víctimes haitianes.
A la fi d'octubre de 2010, va anunciar el seu embaràs després de mesos d'especulacions.
El novembre de 2010 va sortir a la venda el seu segon disc de Nadal titulat Merry Christmas II you. Va sortir a la venda el 15 de novembre.
El 30 d'abril del 2011 va donar a llum els seus primers fills. Es diuen Moroccan Scott Cannon i Monroe Cannon: aquest primer es diu així perquè el marit de Carey li va demanar matrimoni a la sala d'estar de casa seva a Los Angeles, que és d'estil marroquí; i Scott perquè és el segon nom de Nick, el seu espòs. La nena es diu Monroe perquè Marilyn Monroe va ser una gran inspiració per a Mariah Carey. I la nena no té segon nom perquè la mare tampoc no en té.
El 24 d'agost de 2011, la revista People va confirmar que Mariah participaria en l'edició nord-americana de The X Factor com a mentora, convidada personalment per Simon Cowell. A començaments d'octubre del 2011 es va confirmar que Mariah Carey col·laboraria en el disc de Nadal de Justin Bieber, fent un duet del seu propi clàssic nadalenc, All I Want For Christmas Is You.

## Art i influències
Carey ha dit que des de la seva infantesa va ser influïda per músics de R&B i soul com Billie Holiday, Sarah Vaughan, Gladys Knight, Aretha Franklin, Al Green i Stevie Wonder. La seva música conté fortes influències de gospel i ha reconegut que en els seus primers anys de carrera va ser influïda per The Clark Sisters, Shirley Caesar i Edwin Hawkins. Quan Carey va començar a incorporar sons hip-hop al seu material, va sorgir l'especulació que s'estava aprofitant de la popularitat del gènere; però en una entrevista en la revista Newsweek va dir: «La gent simplement no ho entén, jo em vaig criar amb aquesta música». També va expressar el seu reconeixement per rapers com The Sugarhill Gang, Eric B. & Rakim, els Wu-tang Clan, The Notorious B.I.G i Mobb Deep. Aquest últim va col·laborar en el senzill de Carey The Roof (1998).
Per la seva veu, el seu estil musical i el seu nivell d'èxit, Carey ha estat comparada amb Whitney Houston, de qui ha reconegut la influència, i Celine Dion. Garry Mulholland les va anomenar «les princeses dels xiscles» per les seves virtuoses veus i les seves cançons d'amor orientades a un públic de pop més madur. La seva evolució musical i l'ús de roba més provocativa a la darreria dels anys noranta foren deguts al seu desig d'allunyar-se d'aquesta imatge, i més endavant ha declarat que la majoria dels seus primers treballs eren «música fàcil i sentimental». Alguns han observat que, al contrari de Houston i Dion, Carey coescriu i produeix les seves cançons.

## Veu

### Tipus de veu
Mariah Carey té un rang vocal de cinc octaves, i va ocupar el primer lloc en MTVv de 2003 i al compte regressiu de la revista Blender de les 22 millors veus en la música, segons la votació de fans i lectors en una enquesta en línia. Carey va dir de l'enquesta: «Què significa realment? És la veu de la generació MTV? Sens dubte, és un elogi enorme, però jo no penso el mateix de mi». També va quedar segona en la llista de Cove d'Els 100 vocalistes pop excepcionals. Quant a la seva veu, Carey ha dit:
"Tinc nòduls a les cordes vocals. Ma mare diu que els he tingut des que era nena. És per això que tinc el registre alt i el registre de Belts i també puc ser ronca. L'única cosa que realment m'afecta la veu és la son. De vegades, si estic esgotada, no puc donar la nota gaire alta. Els metges em van mostrar les meves cordes vocals i per això puc donar les notes altes. És una part de les cordes que moltes persones no utilitzen: la part de dalt de tot. La meva veu natural és baixa. Tinc una veu ronca. Soc realment més que una contralt. Però la meva veu airejada pot ser alta si estic descansada. […] Quan jo era petita, m'agradava parlar en aquest murmuri molt alt, i ma mare deia alguna cosa com «no siguis ridícula». Vaig pensar que si puc parlar així, també puc cantar així. Així que vaig començar a [puja i puja i puja] jugar-hi una mica. Així que vaig practicar i vaig practicar, i ella em deia: «Et faràs mal». Jo li deia: «no fa mal. Si provés de fer belts de dues octaves més baix, això sí que seria una tensió».

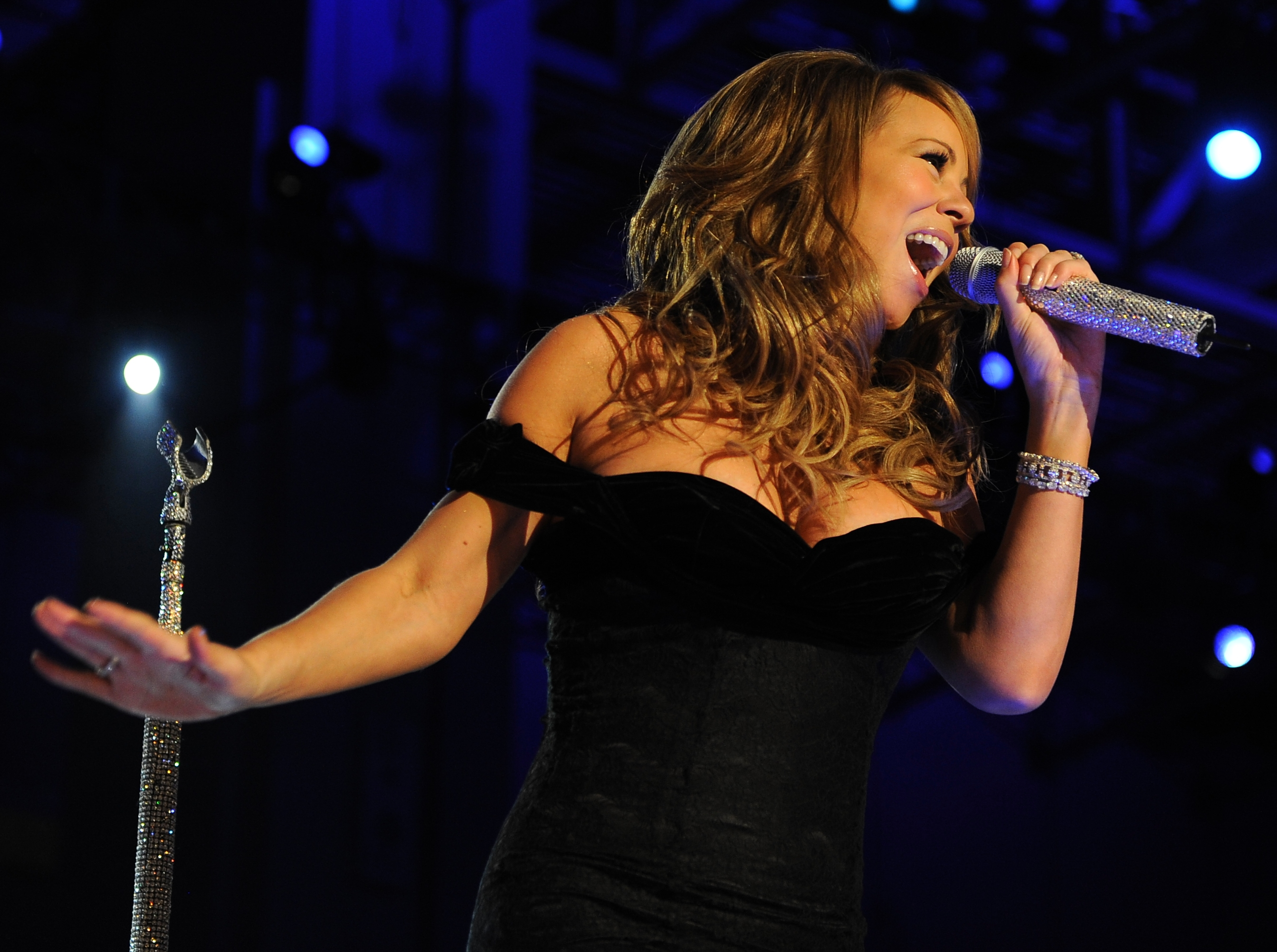
Carey durant un concert a Washington, el 20 de gener de 2009

Quant al seu tipus de veu, Carey va dir que és alta, mentre que el baríton francès-nord-americà i professor de cant al Conservatori de París, Malcolm Walker, afirma que és soprano lírica lleugera, «perquè el registre superior és molt més saludable que el registre més baix». Tanmateix, dins de les formes contemporànies de la música, els cantants són classificats per l'estil de música que canten. Actualment no hi ha cap sistema de veu autoritzada dins de la classificació fora de la música clàssica. S'han fet intents d'adoptar termes clàssics de tipus de veu a altres formes de cantar, però són discutits, perquè el desenvolupament de les categoritzacions de veu clàssica es van fer amb l'enteniment que la cantant podria amplificar la veu amb els seus ressonadors naturals, sense micròfon.
La veu de Carey ha estat descrita com a «rica i ronca» en el registre més baix -una mica «cansada», «distesa», en les seves parts més baixes, «arrodonida» i «calenta» o «entretallada « i « prima» en el registre mitjà, amb un «pur» i complet «registre de bandes» que «funciona molt bé» i una «fàcil» veu de cap, que és «la seva veu veritable». Carey també posseeix un «whisper register». En una entrevista amb la cantant, Ron Givens de la revista Entertainment Weekly, ho va descriure així: «En un sol cop breu, sembla xisclar i rugir alhora: whisper register».
Experts en veu lloen la tècnica vocal de Carey, afirmant que ella pot «identificar» staccatos, «sempre manté la laringe en posició neutral, excepte a vegades en el seu registre més baix» i «llisca sense esforç de baix cap a dalt i viceversa.» El seu domini dels melismes legato és també molt elogiat. Malcolm Walker afegeix que les seves línies vocals estan «molt ben dirigides, sobretot en el registre de piano». D'acord amb la soprano catalana Montserrat Caballé, «Carey és música. Just a temps, la precisió divina, fraseig subtil i refinat, melisma sempre connectat amb el ritme i l'estructura de la cançó, infal·lible capacitat per establir i resoldre les idees musicals i el tema i la combinació ideal de clímax i resolució».

### Rang
En viu, el rang vocal de Carey cobreix 5 vuitenes completes, des d'un Sol#2, fet el 2008 durant una entrevista; fins a un Sol#7, realitzat el 1991, durant els MTV Video Music Awards. La seva nota més alta de pit és un La₅, realitzada el 2003, durant un concert unplugged de la cadena MTV anomenat Shining Through The Rain.
En estudi, el seu rang vocal cobreix 5 vuitenes, una nota i un semitò des d'un Mi₂, realitzat durant la cançó Bliss, del seu disc Rainbow; fins a un Fa#7, realitzat en la cançó Mimi Again, del seu disc The Emancipation Of Mimi.

### Influències
En diverses ocasions ha citat Minnie Riperton com la seva major influència pel que fa a tècnica vocal i ha declarat que des de petita tractava d'imitar els seus aguts i que així va aconseguir ampliar la seva gamma vocal. Destaca també pel seu domini en afinació microtonal, també anomenada «postafinació pitagòrica», usant els quarts de to amb una destresa natural i magistral i precisió en passatges de dificultat inversemblant, com pot comprovar-se en el seu LP The Emancipation Of Mimi.El 2003 la seva veu va ocupar el primer lloc en el compte regressiu de les 22 millors veus de la música, en una enquesta en línia de MTV, deixant enrere altres cantants com Whitney Houston, Christina Aguilera, Aretha Franklin, Patti Labelle i Celine Dion. Després de veure els resultats Mariah va dir que «el que realment significa és que soc la veu de la generació de MTVi que sens dubte és un enorme elogi, però jo no penso el mateix».
La veu de Mariah Carey ha estat objecte de fortes crítiques, ja que els crítics consideraven que no comunicava el missatge de les cançons de manera eficaç. La revista Rolling Stone va dir el 1992: «Carey té un notable do vocal, però lamentablement fins a la data el seu cant ha estat més impressionant que expressiu».

## Vida personal
El 2015, Carey va començar a sortir amb el multimilionari australià James Packer i, el 21 de gener de 2016, va anunciar que estaven compromesos. A l'octubre, però, havien cancel·lat el compromís. L'octubre de 2016, va començar a sortir amb el coreògraf nord-americà Bryan Tanaka.

## Discografia

### Àlbums d'estudi
- Mariah Carey (1990)
- Emotions (1991)
- Music Box (1993)
- Daydream (1995)
- Butterfly (1997)
- Rainbow (1999)
- Glitter (2001)
- Charmbracelet (2002)
- The Emancipation of Mimi (2005)
- E=mc² (2008)
- Memoirs Of An Imperfect Angel (2009)
- Me. I Am Mariah... The Elusive Chanteuse (2014)
- Caution (2018)

### Altres àlbums
- Mtv Unplugged (1992)
- Merry Christmas (1994)
- #1's (1998)
- Greatest Hits (2001)
- The Remixes (2003)
- The Ballads (2008)
- Playlist: The Very Best of Mariah Carey (2010)
- Love Songs (2010)
- Merry Christmas II You (2010)
- The Essential Mariah Carey (2011)

## Senzills Número 1

### Llista de senzills número 1 a nivell mundial
| Any  | Senzill                                  | Hot 100   | R&B | A.C. | Pop | Radio | Dance/Club |   |    |  |   |   |           |   |
| ---- | ---------------------------------------- | --------- | --- | ---- | --- | ----- | ---------- | - | -- |  | - | - | --------- | - |
| 1990 | “Vision of Love”                         | 1         | 1   | 1    |     |       |            |   |    |  | 1 |   |           |   |
| 1990 | “Love Takes Time”                        | 1         | 1   | 1    |     | 1     |            |   |    |  |   |   |           |   |
| 1991 | “Someday”                                | 1         |     |      |     | 1     | 1          |   |    |  |   |   |           |   |
| 1991 | I don't wanna cry                        | 1         |     |      |     |       |            |   |    |  |   |   |           |   |
| 1991 | Emotions                                 | 1         | 1   |      |     | 1     |            |   |    |  |   |   |           |   |
| 1992 | Can't Let Go                             | 2         |     | 1    |     |       |            |   |    |  |   |   |           |   |
| 1992 | I'll Be There                            | 1         |     |      |     |       |            |   |    |  | 1 |   |           |   |
| 1993 | Dreamlover                               | 1         |     |      | 1   | 1     |            |   |    |  |   |   |           |   |
| 1993 | Hero                                     | 1 (Debut) |     |      | 1   | 1     |            |   |    |  |   |   |           |   |
| 1994 | All I Want For Christmas Is You          | 81        |     |      |     |       |            |   | 2  |  |   |   |           | 1 |
| 1994 | Endless Love                             | 2         |     |      |     |       |            |   |    |  | 1 |   |           |   |
| 1994 | “Without You” / “Never Forget You”A      | 3         |     |      |     |       |            | 1 |    |  | 1 |   | 1         |   |
| 1995 | Fantasy                                  | 1         | 1   | 1    | 1   | '     | 1          |   |    |  | ' |   |           | ' |
| 1995 | One Sweet Day                            | 1 (Debut) |     | 1    | 1   | 1     |            |   |    |  |   |   |           |   |
| 1996 | Always Be My Baby                        | 1         | 1   |      |     |       |            |   |    |  |   |   |           |   |
| 1997 | Honey                                    | 1 (Debut) |     |      |     |       |            |   |    |  |   |   |           | 1 |
| 1998 | My All                                   | 1         |     |      |     |       |            |   |    |  |   |   |           |   |
| 1998 | When You Believe                         | 15        |     |      |     |       |            |   |    |  |   |   |           |   |
| 1998 | I Still Believe                          | 4         |     |      |     |       | 1          |   |    |  |   |   |           |   |
| 1999 | Heartbreaker                             | 1         | 1   |      |     |       |            |   |    |  |   |   |           |   |
| 2000 | Thank God I Found You                    | 1         | 1   |      |     |       |            |   |    |  |   |   |           |   |
| 2000 | Against All Odds (Take a Look at Me Now) |           |     |      |     |       |            | 1 | 1  |  |   |   |           |   |
| 2001 | “Loverboy”                               | 2         | 1   |      |     |       |            |   | 12 |  |   |   |           | 1 |
| 2002 | “Through the rain”                       | 81        |     |      |     |       |            |   | 8  |  |   |   | (Debut) 1 |   |
| 2005 | It's Like That                           | 16        |     |      |     |       |            |   | 4  |  |   |   |           | 1 |
| 2005 | We Belong Together                       | 1         | 1   |      |     | 1     |            |   | 2  |  |   |   |           |   |
| 2005 | Shake It Off                             | 2         |     |      |     | 1     |            |   | 9  |  |   |   |           |   |
| 2006 | Don't Forget About Us                    | 1         | 1   |      |     | 1     |            |   | 11 |  |   |   |           |   |
| 2008 | Touch My Body                            | 1         |     |      |     |       | 1          |   |    |  |   |   |           |   |
| 2009 | Obsessed                                 | 7         |     |      |     |       | 1          |   | 52 |  |   |   |           |   |
| 2009 | I Want To Know What Love Is              | 60        |     |      |     |       |            |   | 19 |  |   | 1 |           |   |

| Any  | Senzill                                  | Hot 100    | R&B | A.C. | Pop | Radio | Dance/Club |   |     |  |    |    |            |    |
| ---- | ---------------------------------------- | ---------- | --- | ---- | --- | ----- | ---------- | - | --- |  | -- | -- | ---------- | -- |
| 1990 | "Vision Of Love"                         | 1.         | 1.  | 1.   |     |       |            |   |     |  | 1. |    |            |    |
| 1990 | "Love Takes Time"                        | 1.         | 1.  | 1.   |     | 1.    |            |   |     |  |    |    |            |    |
| 1991 | "Someday"                                | 1.         |     |      |     | 1.    | 1.         |   |     |  |    |    |            |    |
| 1991 | I Don't wanna cry                        | 1.         |     |      |     |       |            |   |     |  |    |    |            |    |
| 1991 | Emotions                                 | 1.         | 1.  |      |     | 1.    |            |   |     |  |    |    |            |    |
| 1992 | Can't Let Go                             | 2          |     | 1.   |     |       |            |   |     |  |    |    |            |    |
| 1992 | I'LL Be There                            | 1.         |     |      |     |       |            |   |     |  | 1. |    |            |    |
| 1993 | Dreamlover                               | 1.         |     |      | 1.  | 1.    |            |   |     |  |    |    |            |    |
| 1993 | Hero                                     | 1 (Debut). |     |      | 1.  | 1.    |            |   |     |  |    |    |            |    |
| 1994 | All I Want For Christmas Is You          | 81.        |     |      |     |       |            |   | 2.  |  |    |    |            | 1. |
| 1994 | Endless Love                             | 2.         |     |      |     |       |            |   |     |  | 1. |    |            |    |
| 1994 | "Without You» / Never Forget You ??A     | 3.         |     |      |     |       |            | 1 |     |  | 1. |    | 1.         |    |
| 1995 | Fantasy                                  | 1.         | 1.  | 1.   | 1.  | '.    | 1.         |   |     |  | '. |    |            | '. |
| 1995 | One Sweet Day                            | 1 (Debut). |     | 1.   | 1.  | 1.    |            |   |     |  |    |    |            |    |
| 1996 | Always Be My Baby                        | 1.         | 1.  |      |     |       |            |   |     |  |    |    |            |    |
| 1997 | Honey                                    | 1 (Debut). |     |      |     |       |            |   |     |  |    |    |            | 1. |
| 1998 | My All                                   | 1.         |     |      |     |       |            |   |     |  |    |    |            |    |
| 1998 | When You Believe                         | 15.        |     |      |     |       |            |   |     |  |    |    |            |    |
| 1998 | I Still Believe                          | 4.         |     |      |     |       | 1.         |   |     |  |    |    |            |    |
| 1999 | Heartbreaker                             | 1.         | 1.  |      |     |       |            |   |     |  |    |    |            |    |
| 2000 | Thank God I Found You                    | 1.         | 1   |      |     |       |            |   |     |  |    |    |            |    |
| 2000 | Against All Odds (take A Look At Me Now) |            |     |      |     |       |            | 1 | 1.  |  |    |    |            |    |
| 2001 | "Loverboy"                               | 2.         | 1.  |      |     |       |            |   | 12. |  |    |    |            | 1. |
| 2002 | "Through the rain"                       | 81.        |     |      |     |       |            |   | 8.  |  |    |    | (Debut) 1. |    |
| 2005 | It's Like That                           | 16         |     |      |     |       |            |   | 4.  |  |    |    |            | 1. |
| 2005 | We Belong Together                       | 1.         | 1.  |      |     | 1.    |            |   | 2.  |  |    |    |            |    |
| 2005 | Shake It Off                             | 2.         |     |      |     | 1     |            |   | 9.  |  |    |    |            |    |
| 2006 | Don't Forget About Us                    | 1.         | 1.  |      |     | 1.    |            |   | 11. |  |    |    |            |    |
| 2008 | Touch My Bodi                            | 1.         |     |      |     |       | 1.         |   |     |  |    |    |            |    |
| 2009 | Obsessed                                 | 7.         |     |      |     |       | 1.         |   | 52. |  |    |    |            |    |
| 2009 | I Want To Know What Love Is              | 60.        |     |      |     |       |            |   | 19. |  |    | 1. |            |    |

## Filmografia
| - El solter (The Bachelor) (1999) - Glitter (2001) - Atrapades per la màfia (WiseGirls) (2002) - Death of a Dynasty (2003) - State Property 2 (2005) - You Don't Mess with the Zohan (2008) - Tennessee (2009) - Precious (2009) - The LEGO Batman Movie (2017) | - Ally McBeal (2002) - The Proud Family (2003) (Veu) |

## DVD i vídeos
| Any  | Dvd / Vhs                                      | Comentaris                                                                                              |
| ---- | ---------------------------------------------- | --- |
| 1991 | The First Vision                               | Llançat en format VHS el 1991 i, a DVD el 2005 al Japó.                                                 |
| 1992 | MTV Unplugged +3                               | Rellançat a DVD el 2006                                                                                 |
| 1993 | Here is Mariah Carey                           | Rellançat a DVD el 2006                                                                                 |
| 1995 | Fantasy: Mariah Carey at Madison Square Garden | Llançat en format VHS el 1995 i rellançat en DVD el 2004.                                               |
| 1998 | VH1: Dives Live                                | Amb Mariah Carey, Glòria Estefan, Shania Twain, Celine Dion, Carole King i Aretha Franklin. (VHS i DVD) |
| 1998 | Around the World Tour                          | Llançat en ambdós formats (VHS i DVD)                                                                   |
| 1999 | The Bachelor: El Solter                        | |
| 1999 | #1's                                           | Llançat en ambdós formats (VHS i DVD)                                                                   |
| 2001 | America - A Tribute to Heroes                  | Contribució de Mariah Carey                                                                             |
| 2001 | Glitter: Tot Lo Que Brilla                     | |
| 2002 | Wise Girls: Atrapades per la Màfia             | |
| 2005 | State Property II                              | |
| 2005 | Live 8                                         | Contribució de Mariah Carey                                                                             |
| 2007 | The Adventures Of Mimi Tour                    | 20 de novembre                                                                                          |

## Gires
- Music Box Tour (1993)
- Daydream World Tour (1996)
- Butterfly World Tour (1998)
- Rainbow World Tour (2000)
- Charmbracelet Tour (2003-2004)
- The Adventures of Mimi Tour (2006)
- Angels Advocate Tour (2010)
- The Elusive Chanteuse Show Tour (2014)
- The Sweet Sweet Fantasy Tour (2016)
- Caution World Tour (2019)

## Assoliments professionals
- Mariah Carey és l'artista en solitari amb més singles número 1 als Estats Units, en total 18 amb el seu recent «Touch my body», supera Elvis Presley amb 17 i només és superada per The Beatles, amb 20. La suma de les setmanes que singles seus han estat en el número u equival a 79 setmanes (empatant amb Elvis).[158]
- "One Sweet Day» és la cançó que ha estat més temps en el núm. 1 dins del Billboard Hot 100 de la història, amb un total de 16 setmanes. El segon lloc el comparteixen «We Belong Together», amb 14 setmanes; així que ella mateixa ha batut el seu propi rècord en superar-se a si mateixa.[158]
- Té el rècord de ser la cantant femenina amb més singles consecutius en el núm. 1 dins dels EUA, els quals sumen 5 entre 1990-1991 ("Vision Of Love, «Love Takes Time», «Someday», «I Don't Wanna Cry» & Emotions « -repetiria la gesta entre 1995-1998 amb «Fantasy», «One Sweet Day», «Always Be My Baby», « Honey « & « My All").[158]
- Única artista amb almenys un single número 1 per any a USA entre 1990 i 2000.
- Artista amb més núm. 1 que han debutat en la primera posició: 3 singles ("Fantasy» el 1995, «One Sweet Day» el 1995 i «Honey» el 1997).[158]
- Única artista femenina a tenir en les llistes d'USA un núm. 1 i 2 alhora ("We Belong Together» i «Shake it Off"), aconseguit el 2005.[159]
- Cançó més posada a la ràdio en la història musical dels Estats Units, «We Belong Together» (271,1 millones).Plantilla:Citarequerida
- "Touch My Body» va tenir el rècord de 286.000 descàrregues a la seva setmana de debut, arribà al núm. 1 en les descàrregues digitals del Billboard.[160]
- "Touch My Body» es converteix en la 18a cançó de Mariah Carey en arribar al núm. 1 en les llistes, sobrepassa Elvis Presley amb 17 Hits #1 en el Billboard.[161]

- "We belong together» és nomenada l'any 2010 com la millor (i més important) cançó de la passada dècada als Estats Units.
- El novembre de l'any 2010 el seu disc Merry Christmas Ii You es converteix en el segon àlbum de cançons nadalenques amb millor entrada en la llista de vendes del Billboard americà, només superat per Kenny G el 1994.
- El 1993 amb el seu àlbum Music Box va vendre més de 14 milions de còpies en les primeres 8 setmanes d'estrena; fou el disc femení que més ràpid va obtenir la certificació de Disc de Diamant del món.

## Premis
Premis Grammy
- 1991: Millor nou artista

Premis del Sindicat d'Actors
- 2009: Millor repartiment per Precious